# Sha'markus Kennedy
Sha'markus Kennedy (Tuscaloosa, 27 giugno 1998) è un cestista statunitense.